# David Miscavige
David Miscavige (30 april 1960) is de tweede en huidige leider van de  Scientologykerk. Zijn officiële titel is voorzitter van de raad van bestuur van het Religious Technology Center (RTC), een bedrijf dat de handelsmerken en auteursrechten van Dianetics en Scientology controleert. Hij wordt binnen de Scientology-organisatie ook wel "DM", "C.O.B." of "Kapitein van de Sea Org" genoemd. Miscavige was adjunct van de oprichter van de kerk, L. Ron Hubbard, toen hij tiener was. Hij bereikte begin jaren tachtig een leidende positie en werd in 1987, het jaar na de dood van Hubbard, benoemd tot voorzitter van de raad van bestuur van het RTC. Officiële kerkelijke biografieën beschrijven Miscavige als "de kerkelijk leider van de Scientologyreligie".
Sinds zijn leiderschap, zijn er een aantal beschuldigingen geuit tegen Miscavige. Het gaat onder meer om claims van mensenhandel, kindermishandeling, dwangarbeid, gedwongen scheiding van gezinsleden, dwingende fondsenwerving, intimidatie van journalisten en Scientology-critici, en emotioneel en fysiek misbruik van ondergeschikten. Miscavige en woordvoerders van Scientology ontkennen de meeste van deze beweringen.
Miscavige is onderzocht door de Federal Bureau of Investigation (FBI) vanwege beschuldigingen van criminele activiteiten binnen Scientology. De meest recente rechtszaak, aangespannen in april 2022, gaat over de herhaalde aanranding van kinderen door hogere leidinggevenden van Scientology tijdens het leiderschap van Miscavige.

## Jeugd
David Miscavige werd op 30 april 1960 geboren in Bristol Township, Pennsylvania.  Zijn ouders, Ronald en Loretta Miscavige, waren katholieken van Pools-Italiaanse afkomst. Miscavige en zijn tweelingzus, Denise, zijn voornamelijk opgegroeid in Willingboro Township, New Jersey.
Als kind speelde Miscavige honkbal en voetbal, maar hij leed aan astma en ernstige allergieën. Zijn vader, een trompettist, raakte geïnteresseerd in Scientology en stuurde de jongere Miscavige naar een Scientoloog voor hulp.
De familie van Miscavige sloot zich in 1971 aan bij de Scientologykerk en verhuisde uiteindelijk naar het internationale hoofdkwartier van de organisatie in Saint Hill Manor in West Sussex, Engeland. Saint Hill diende als het oefenterrein voor Miscavige als auditor, en hij wordt door de Scientology organisatie herinnerd als een "12-jarig  wonderkind" die de jongste professionele auditor werd. Het gezin keerde binnen een paar jaar terug naar Philadelphia, waar Miscavige naar de Marple Newtown High School ging.
In 1976 verliet Miscavige, met toestemming van zijn vader,  op zijn zestiende verjaardag de middelbare school en verhuisde naar Clearwater, Florida, om lid te worden van de Sea Org, een scientologenorganisatie die in 1968 werd opgericht door oprichter L. Ron Hubbard. Enkele van zijn eerste baantjes bij de Sea Org waren onder meer het bezorgen van telexen, tuinonderhoud, voedselservice en het maken van foto's voor Scientology-brochures. Miscavige werd benoemd tot lid van een elitegroep van jonge scientologen binnen de Sea Org genaamd de Commodore's Messenger Organization (CMO), die Hubbard had opgericht om zijn persoonlijke boodschappen uit te voeren en uitvoerende richtlijnen te geven aan het management van Scientology.

## Persoonlijk leven

### Huwelijk
Miscavige is getrouwd met collega Sea Org-lid Shelly Miscavige, die sinds augustus 2007 niet meer in het openbaar is gezien. Meerdere bronnen beweren dat ze uit het internationale hoofdkwartier van de Scientologykerk, "Gold Base", verdween kort nadat ze verschillende vacatures had vervuld zonder toestemming van haar man. In juli 2012, in reactie op speculaties in de pers over Shelly's verblijfplaats, informeerden advocaten, die zeiden haar te vertegenwoordigen, twee Britse kranten dat ze niet vermist werd en haar tijd besteedde aan het werk voor de Scientologykerk. In 2013 werd bekend dat de Los Angeles Police Department (LAPD) hun onderzoek naar aanleiding van de aangifte van een vermist persoon, ingediend door voormalig scientoloog en actrice Leah Remini, had afgesloten en Shelly Miscavage had "gelokaliseerd en gesproken". De LAPD weigerde vragen over de details van het rapport te beantwoorden. Auteur Lawrence Wright meldde dat voormalige Sea Org-leden verklaarden dat Shelly onder bewaking wordt gehouden op "Gold Base", het de facto internationale hoofdkwartier van de Scientologykerk.

### Familie en verwanten
Miscavige's vader, Ronald "Ron" Miscavige Sr., verliet de Sea Org en vestigde zich in 2012 in Wisconsin. Volgens de Los Angeles Times blijkt uit politiegegevens dat Ron Miscavige 18 maanden lang door detectives werd gevolgd en afgeluisterd, zijn e-mails werden gelezen en er werd een gps-apparaat in zijn auto geplaatst. Dwayne S. Powell werd in 2013 gearresteerd en bekende dat hij $ 10.000 dollar per week had gekregen om Ron Miscavige te bewaken en dat David Miscavige zijn belangrijkste klant was. Powell vertelde over een keer dat Ron Miscavige hem bij zijn borst greep en voorover zakte; denkend dat hij een hartaanval kreeg, nam Powell contact op met zijn tussenpersoon en binnen twee minuten belde David Miscavige hem terug en vertelde hem dat "als het Rons tijd was om te sterven, hij hem moest laten sterven en op geen enkele manier tussenbeide moest komen". Vervolgens publiceerde Ron Miscavige in 2016 een boek met de titel Ruthless: Scientology, My Son David Miscavige, and Me.
Ronald "Ronnie" Miscavige Jr., de zeven jaar oudere broer van David Miscavige, diende een tijdlang in CMO in de Sea Org, maar verliet Scientology in 2000. Jenna Miscavige Hill, de dochter van Ronnie Miscavige en de nicht van David Miscavige, bleef tot 2005 in de Sea Org; ze werd vervolgens een uitgesproken criticus van Scientology en publiceerde in 2013 een boek met de titel Beyond Belief: My Secret Life Inside Scientology And My Harrowing Escape'.
Denise Licciardi, de tweelingzus van David Miscavige, werd ingehuurd door de grote Scientology-donor Bryan Zwan als topmanager voor het in Clearwater gevestigde bedrijf Digital Lightwave, waar ze in verband werd gebracht met een boekhoudschandaal.

### Vriendschap met Tom Cruise
Miscavige is een goede vriend van acteur Tom Cruise en diende als getuige bij Cruise's huwelijk met Katie Holmes.